# 高洲酒
高洲酒是四川高县出产的一种白酒，包括“高洲”和“金潭玉液”两个品牌系列；其来源有二：第一个为改革开放后当地于1985年成立的地方企业高洲酒厂，生产高洲牌大曲酒。第二个乃1741年当地杨氏家族创立的杨氏大曲糟坊，传至抗战末期因缺乏原料倒闭结业；改革开放后杨氏后人于1980年代初成立福川酒厂，以祖传技艺生产“金潭玉液”牌大曲酒；后1986年福川酒厂成为高洲酒厂的第三生产车间。现产品包括浓香型白酒和酱香型白酒。高洲酒乃以高粱、大米、糯米、小麦、玉米五种粮食作为原料，经原料蒸煮、冷却加翻料、入窖反复发酵、蒸馏取酒、装坛窖藏至少3年方才酿成上市等传统技艺酿成，其分层起糟、续糟、蒸酒及黄泥封窖等工序迄今全部仍由人工操作完成。2019年第二季爆出公司因扩张操之过急而遇财政困难，因而和湖北新华欣保险销售有限公司签约，以“产销分离聚合”的模式深入布局湖北市场，以开拓销路，突破困境。